# Romulus Stănescu
Romulus Stănescu (n. 1889 – d. 1958) a fost un general român care a luptat în cel de-al Doilea Război Mondial.
A absolvit Școala de Ofițeri în 1912.
A fost înaintat în 1 aprilie 1937 la gradul de colonel și în 24 ianuarie 1942 la gradul de general de brigadă.

## Decorații
- Ordinul „Steaua României” în gradul de ofițer (8 iunie 1940)[3] În perioada 1944 - 1945, a fost prizonier de război.[4]

## Legături externe
- en  Generals.dk